# Letonia en los Juegos Paralímpicos
Letonia en los Juegos Paralímpicos está representada por el Comité Paralímpico Letón, miembro del Comité Paralímpico Internacional.
Ha participado en nueve ediciones de los Juegos Paralímpicos de Verano, su primera presencia tuvo lugar en Barcelona 1992. El país ha obtenido un total de viente medallas en las ediciones de verano: ocho de oro, ocho de plata y ocho de bronce.
En los Juegos Paralímpicos de Invierno ha participado en tres ediciones, siendo Lillehammer 1994 su primera aparición en estos Juegos. El país no ha conseguido ninguna medalla en las ediciones de invierno.

## Medallero

### Por edición
| Evento              | Oro | Plata | Bronce | Total |
| ------------------- | --- | ----- | ------ | ----- |
| Barcelona 1992      | 0   | 0     | 0      | 0     |
| Atlanta 1996        | 0   | 0     | 0      | 0     |
| Sídney 2000         | 0   | 0     | 3      | 3     |
| Atenas 2004         | 1   | 1     | 1      | 3     |
| Pekín 2008          | 1   | 2     | 0      | 3     |
| Londres 2012        | 1   | 1     | 0      | 2     |
| Río de Janeiro 2016 | 2   | 0     | 2      | 4     |
| Tokio 2020          | 0   | 3     | 2      | 5     |
| París 2024          | 3   | 1     | 0      | 4     |
| TOTAL               | 8   | 8     | 8      | 24    |

| Evento           | Oro | Plata | Bronce | Total |
| ---------------- | --- | ----- | ------ | ----- |
| Lillehammer 1994 | 0   | 0     | 0      | 0     |
| 1998 – 2002      | –   | –     | –      | –     |
| Turín 2006       | 0   | 0     | 0      | 0     |
| 2010 – 2018      | –   | –     | –      | –     |
| Pekín 2022       | 0   | 0     | 0      | 0     |
| TOTAL            | 0   | 0     | 0      | 0     |

### Por deporte
Deportes de verano
| Evento             | Oro | Plata | Bronce | Total |
| ------------------ | --- | ----- | ------ | ----- |
| Atletismo          | 6   | 6     | 8      | 20    |
| Deportes ecuestres | 2   | 2     | 0      | 4     |
| TOTAL              | 8   | 8     | 8      | 24    |